# U-250
U-250 — немецкая средняя подводная лодка типа VIIC времён Второй мировой войны.

## История
Заказ на постройку субмарины был отдан 5 июня 1941 года. 
Лодка была заложена 9 января 1943 года на верфи «Германиаверфт» в Киле под строительным номером 684, спущена на воду 11 ноября 1943 года. 
Лодка вошла в строй 12 декабря 1943, под командованием капитан-лейтенанта Вернера-Карла Шмидта (1915—2001).

### Флотилии
- 12 декабря 1943 года — 1 июля 1944 года — 5-я флотилия (учебная)
- 1 — 30 июля 1944 года — 8-я флотилия

### История службы
Лодка совершила один боевой поход. 30 июля 1944 года находясь в Финском заливе Балтийского моря в 12:42 U-250 атаковала торпедой G7e 56-тонный советский малый охотник МО-105. МО-105 затонул, из его экипажа спаслись только несколько человек, да и то лишь благодаря тому, что к месту взрыва немедленно подошли другие советские корабли.
В 19:10 МО-103 старшего лейтенанта Александра Петровича Коленко (1917 г.р.), обнаружил U-250 гидрофоном и сбросил серию из пяти глубинных бомб. U-250 получила небольшие повреждения, однако с МО-103 сбросили следующие пять бомб, целясь по появившимся после первой серии пузырям воздуха. Одна из бомб взорвалась над палубой лодки, проделав огромное отверстие над дизельным отсеком. Вероятно, при этом был сорван приваренный лист, через который в лодку устанавливались двигатели. В 19:40 в районе с координатами 60°28′ с. ш. 28°25′ в. д. лодка пошла на дно. Шесть человек из центрального поста, в том числе командир субмарины, капитан-лейтенант Вернер-Карл Шмидт, сумели выбраться на поверхность, весь остальной экипаж погиб.

### Восстановление
Рота особого назначения Балтийского флота определила местоположение лодки на глубине 36 метров, на ровном киле с креном 14 градусов на правый борт, и обследовала дыру над дизельным отсеком. Немцы попытались заминировать место гибели лодки, но эта операция провалилась после подрыва одного катера-постановщика S-80 в ночь на 1 сентября. Под прикрытием дымовой завесы и при сильном противодействии германских торпедных катеров и финских береговых войск лодка была при помощи двух понтонов поднята, 14 сентября прибыла в Кронштадт, 15 сентября поставлена в сухой док. На её борту были обнаружены секретные документы и шифровальная машина «Энигма».
Особенный интерес у специалистов вызвала неповреждённая секретная торпеда Т5 «Цаункёниг», оборудованная системой акустического самонаведения, которую в дальнейшем вместе с советскими изучали и британские военно-морские эксперты.
Лодка вызвала величайший интерес у советских кораблестроителей. Несмотря на то, что к тому времени лодки типа VII уже не являлись новейшими, находясь в серийном строительстве более 5 лет, конструкция субмарины была высоко оценена советскими кораблестроителями. Главком ВМФ Н. Г. Кузнецов издал специальное распоряжение о приостановке ведущихся разработок нового проекта средней подводной лодки (проект 608) до изучения трофейной «немки». Были даны распоряжения изучить не только саму лодку, но и обмундирование, и довольствие германских подводников для использования германского опыта в этих областях. Изучались также зенитные автоматические пушки, установленные на лодке.
C 12 апреля по 20 августа 1945 года бывшая U-250 под именем ТС-14 входила в состав ВМФ СССР в качестве опытового корабля, под командованием А. А. Левицкого. Планировалось восстановление лодки, однако из-за тяжёлых повреждений и отсутствия запчастей ТС-14 была выведена из состава флота и на Ленинградской базе «Главвторчермета» на Турухтанных островах разобрана на металл.

## Память

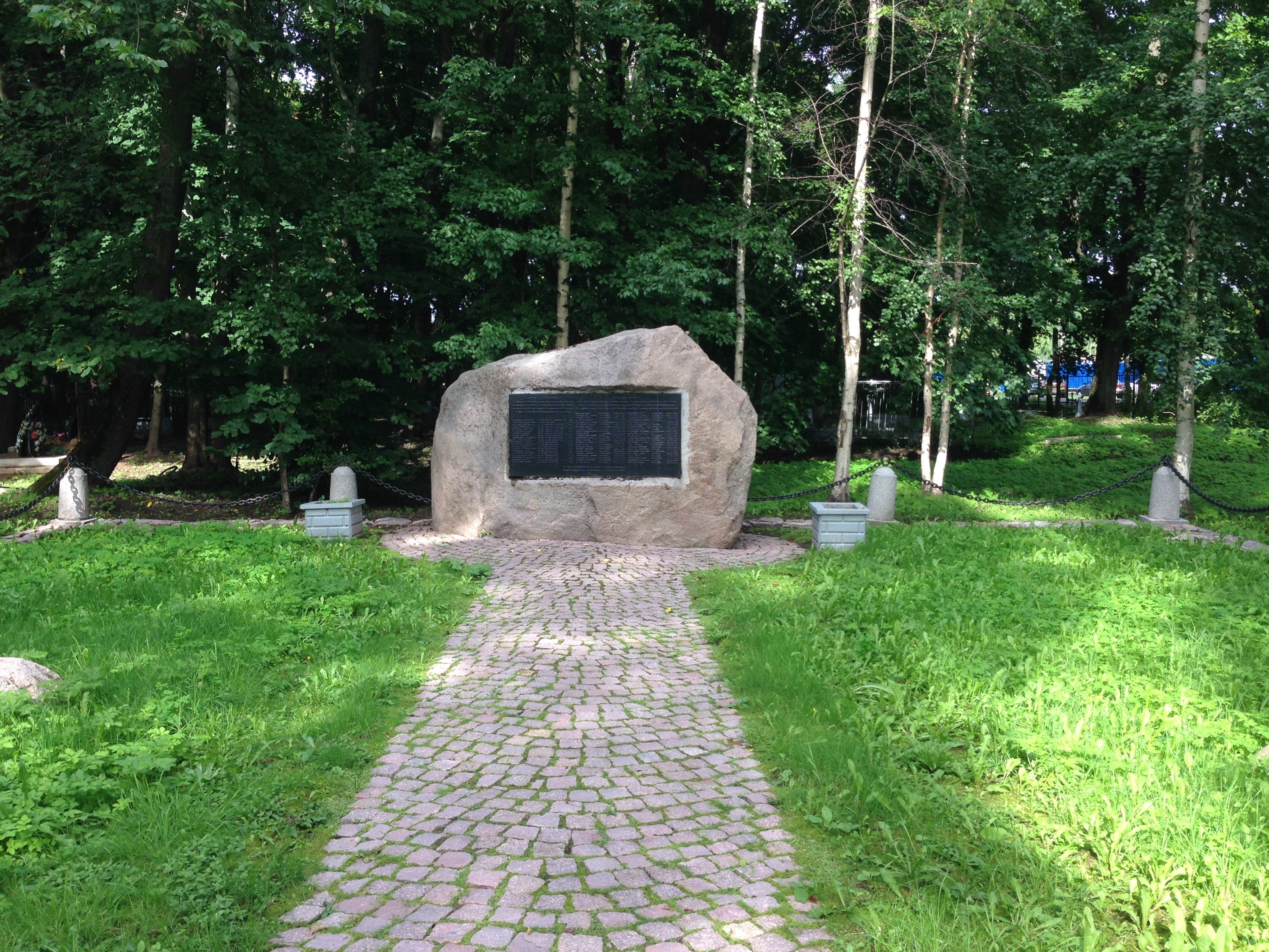
Памятник советским и немецким морякам. Август 2017 г.

22 октября 1996 года на Кронштадтском лютеранском кладбище состоялось открытие совместного кенотафа советским морякам, погибшим на МО-105, и немецким морякам, утонувшим вместе с U-250. На гранитном камне закреплена металлическая плита с 20 советскими и 46 немецкими именами. В нижней части плиты надпись на двух языках: «Примирённые смертью взывают к миру».